# Cuprit
Cupritul este un mineral foarte rar din clasa oxizilor. Cristalizează în sistemul cubic.

## Etimologie
A fost descris pentru prima dată în anul 1845 de către  Wilhelm Ritter von Haidinger și, din cauza conținutului său de cupru, a fost numit cuprit, făcând referire la termenul latin pentru cupru, adică "cuprum".

## Răspândire
Cupritul se găsește în: SUA, Canada, Mexic, Sfânta Lucia, Oceanul Atlantic, Cuba, Panama, Chile, Bolivia, Argentina, Peru, Suedia, Regatul Unit, Danemarca, Germania, Spania, Italia, Franța, Cipru, Turcia, Iran, India, Afganistan, Rusia, China, Mongolia, Japonia, Filipine, Indonezia, Papua Noua Guinee, Australia, Noua Zeelandă, Nigeria, Zambia, Republica Democrată Congo și Namibia.

## Dimensiune obișnuită
Cristalele de cuprit măsoară, de obicei, între 3,5 cm (Peninsula Cornwall), până la 15 cm(Namibia).

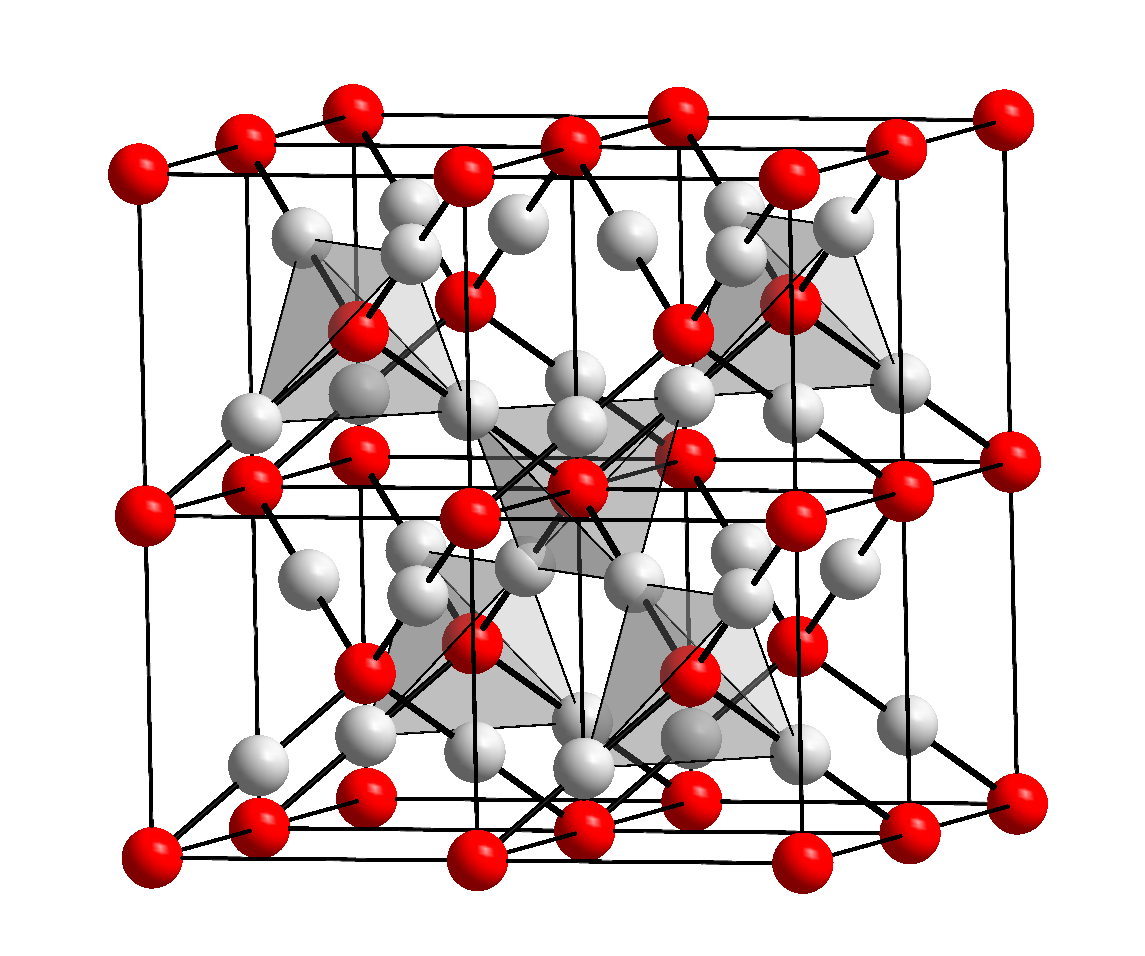
Structura cristalului de cuprit

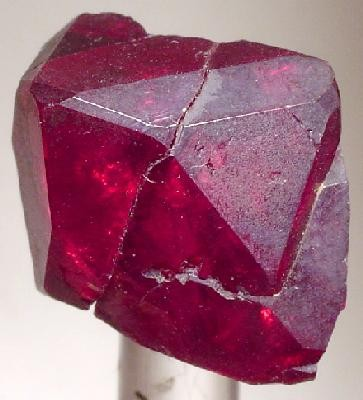
Cuprit roșu

## Însușiri
Cupritul este un cristal de o duritate medie pe scara Mohs, format în proporție de 88,81% din cupru. Celelalte elemente chimice din interior nu au legături chimice strânse între ele. În unele zone, cupritul este topit la temperaturi mari, scopul fiind obținerea cuprului.

## Utilizare
Folosirea ca piatră semi-prețioasă se datorează aspectului frumos, cupritul roșu fiind cel mai apreciat, fiind o piesă pe care toți colecționarii de minerale și-o doresc. Dezavantajul este că, având o duritate așa mică, este atacat de majoritatea acizilor.

## Galerie de imagini

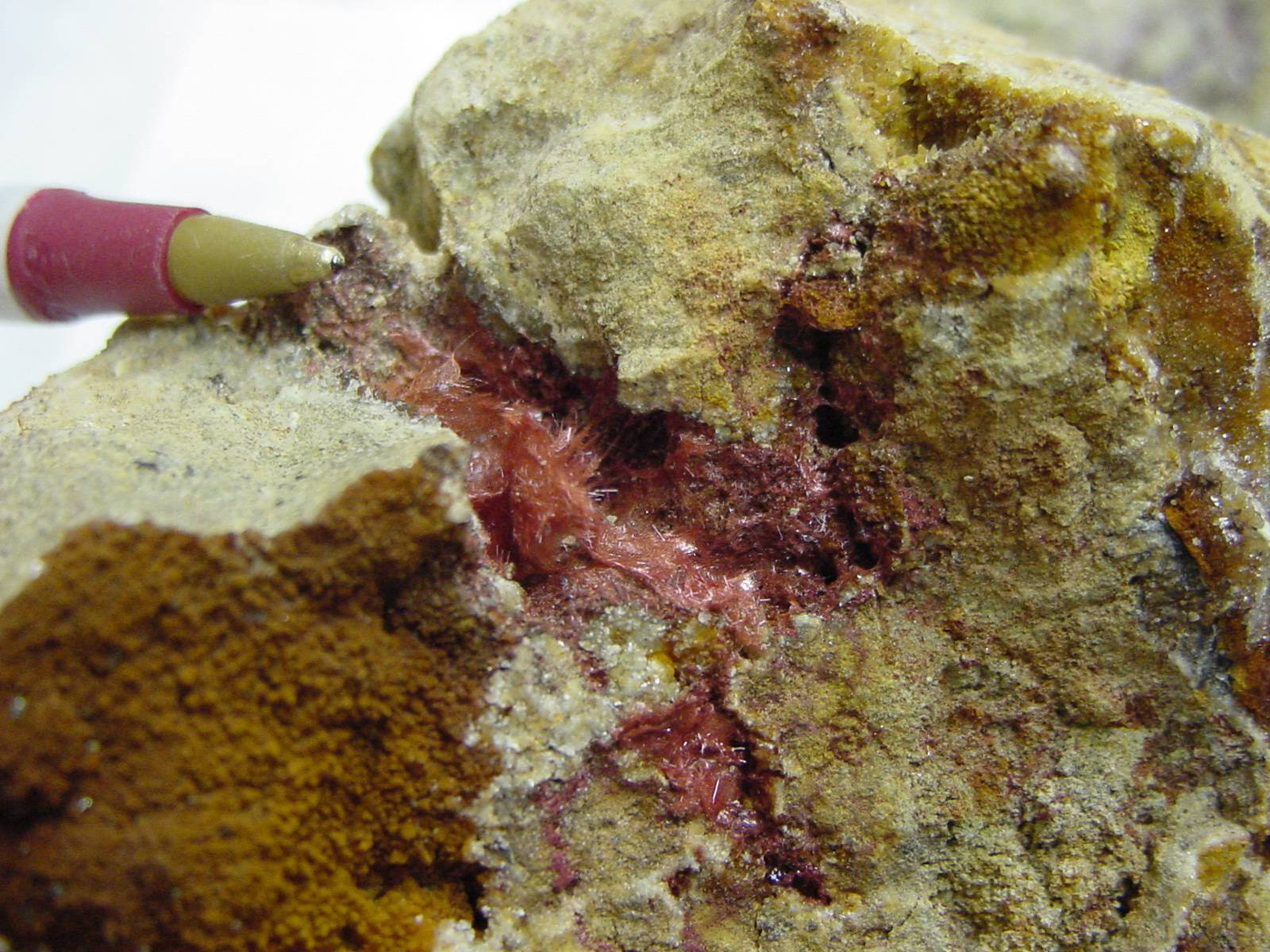
Cuprit roșu
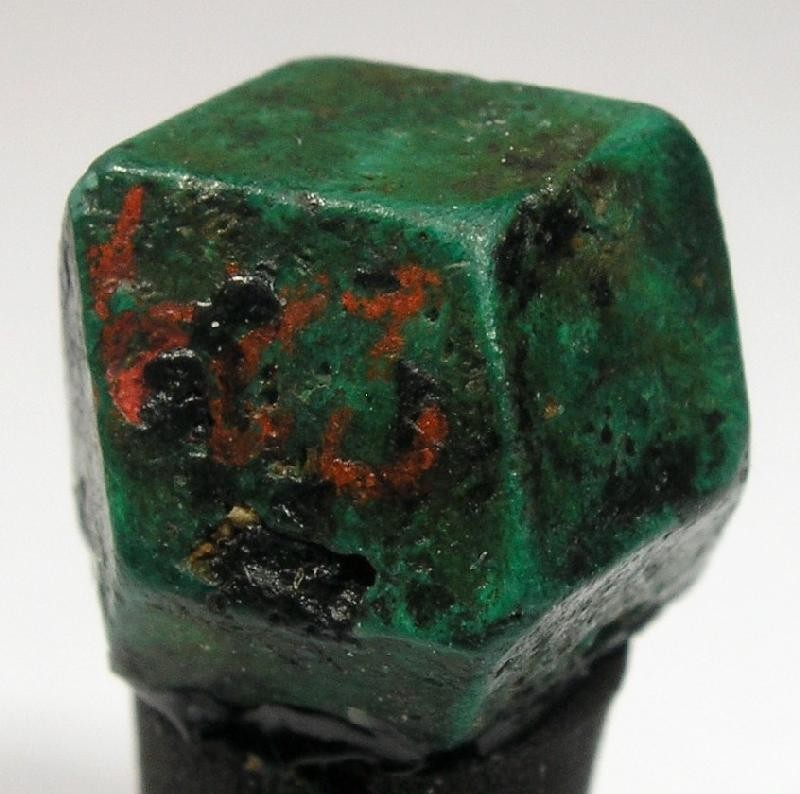
Cuprit negru cu mici impurități roșii
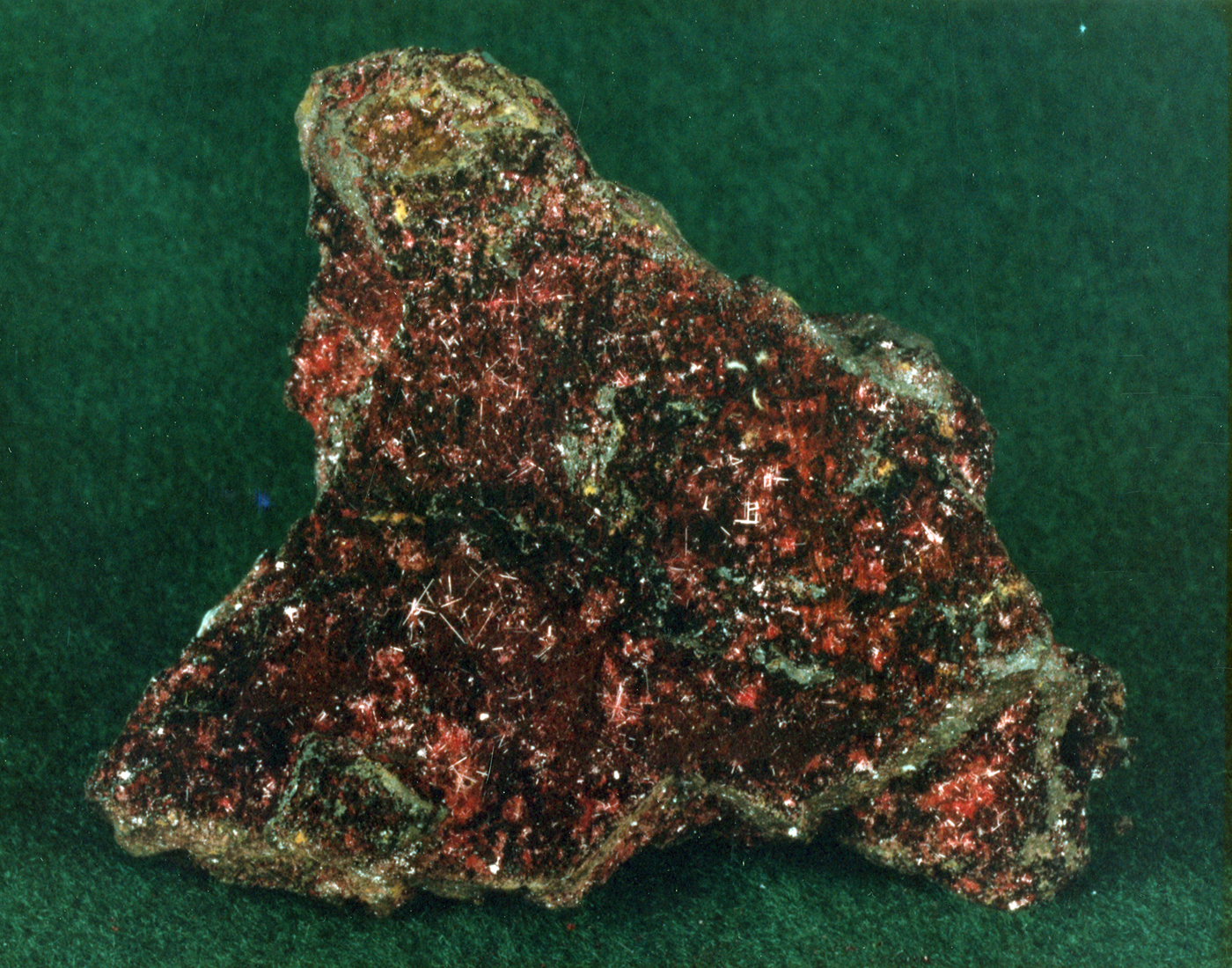
Cuprit din Arizona
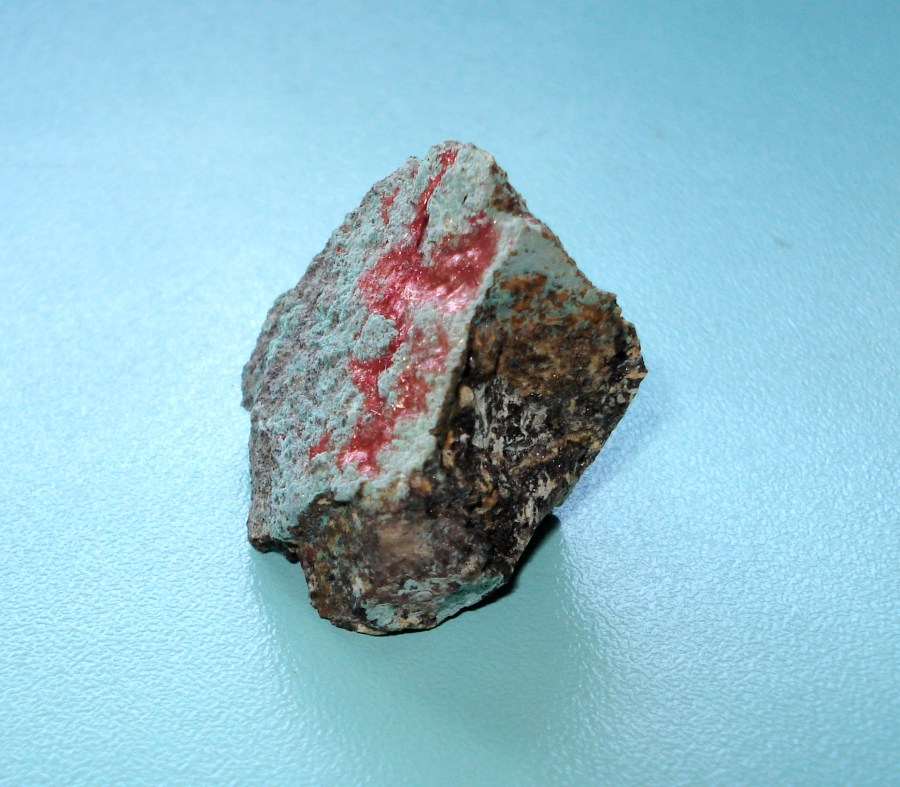
Piatră cu mici impurități de cuprit roșu